# تجاهل العارف
تجاهل العارف هو عند أهل البديع من المحسنات المعنوية. تعريفه كما سماه السكاكي سوق المعلوم مساق غيره لنكتة. قال السّكاكي لا أحبّ تسميته بالتجاهل لوروده في كلام الله تعالى.

## نكات تجاهل العارف
جاء تجاهل العارف لنكتة التحقير في قوله تعالى حكاية عن الكفار هَلْ نَدُلُّكُمْ عَلى رَجُلٍ يُنَبِّئُكُمْ إِذا مُزِّقْتُمْ كُلَّ مُمَزَّقٍ (الآية)، يعنون محمدا صلى الله عليه وآله وسلم كأن لم يكونوا يعرفون منه إلّا أنه رجل ما، وهو عندهم أظهر من الشمس.
وجاء لنكتة تعريض في نحو وَإِنَّا أَوْ إِيَّاكُمْ لَعَلى هُدىً أَوْ فِي ضَلالٍ مُبِينٍ وكغير ذلك من الاعتبارات، كذا في المطول. 
وجاء لنكتة التوبيخ في فِي قَول امْرَأَة خارجية اسْمهَا ليلى بنت طريف ترثي أخاها
أيا شجر الخابور مَا لَك مورق
كَأَنَّك لم تجزع على ابْن طريف
أَي أيا شجر مَوضِع من ديار بكر مَا شَأْنك وَمَا تصنع حَال كونك ذَا ورق كَأَنَّك لَا تحزن على موت ابْن طريف أَي أخي فَهِيَ تعلم أَن الشّجر لم تجزع على ابْن طريف لَكِنَّهَا تجاهلت فاستعملت لفظ كَأَن الدَّال على الشَّك وَبِهَذَا يعلم إِن كَأَن قد لَا يَجِيء للتشبيه بل قد يسْتَعْمل فِي مقام الشَّك فِي الحكم.